# 内村広志
内村 広志（うちむら ひろし、1950年4月15日 - ）は、日本の財務官僚。関東財務局長、国土交通省政策統括官、一般社団法人第二地方銀行協会副会長などを歴任。

## 来歴
- 福岡県出身。
- 東京大学経済学部経済学科卒業。
- 1974年 大蔵省に入省（主計局総務課）[1]。
- 1979年7月 田辺税務署長。
- 1980年7月 農林水産省大臣官房企画室企画官。
- 1982年6月 理財局国庫課長補佐。
- 1983年7月 理財局付。
- 1984年5月 外務省在オーストラリア日本国大使館一等書記官。
- その後は関税局企画課長補佐、大臣官房企画官兼関税局総務課、日本開発銀行人事部所属、国際金融局調査課長、経済企画庁調整局財政金融課長などを経て、1997年7月 大臣官房金融検査部審査課長。
- 1998年6月 金融監督庁の発足に伴い、検査部検査総括課長[2]。
- 1999年7月 金融監督庁長官官房総務課長。
- 2000年6月30日 東海財務局長。
- 2001年7月10日 近畿財務局長。
- 2002年7月9日 財務省理財局次長。
- 2004年7月2日 関東財務局長。
- 2005年9月16日 国土交通省政策統括官。
- 2006年7月 大臣官房付・退官。
- 一般社団法人第二地方銀行協会副会長兼専務理事（〜2015年10月）。
- 2016年6月 京葉銀行取締役。

## 職歴
- 1974年4月：大蔵省入省（主計局総務課）。
- 1975年4月：主計局法規課。
- 1975年10月：大臣官房調査企画課。
- 1976年7月：経済企画庁経済研究所主任研究官付。
- 1977年7月：理財局総務課総合資金係長心得[3]。
- 1978年7月：理財局資金第一課企画係長。
- 1979年7月：田辺税務署長。
- 1980年7月：農林水産省大臣官房企画室企画官。
- 1982年6月：理財局国庫課長補佐。
- 1983年7月：理財局付（外務研修）。
- 1984年5月：外務省在オーストラリア日本国大使館一等書記官。
- 1987年7月：関税局企画課長補佐。
- 1989年6月：大臣官房企画官 兼 関税局総務課。
- 1990年7月：日本開発銀行人事部所属調査役。
- 1991年3月：日本開発銀行人事部所属参事役。
- 1993年7月：国際金融局調査課長。
- 1995年6月：経済企画庁調整局財政金融課長。
- 1997年7月：大臣官房金融検査部審査課長。
- 1998年6月：金融監督庁検査部検査総括課長。
- 1999年7月：金融監督庁長官官房総務課長。
- 2000年6月30日：東海財務局長。
- 2001年7月10日：近畿財務局長。
- 2002年7月9日：財務省理財局次長。
- 2004年7月2日：関東財務局長。
- 2005年9月16日：国土交通省政策統括官。
- 2006年7月：大臣官房付・退官。